# Garmsar
Garmsar (en persan : گرمسار, endroit chaud) est une ville de la province de Semnan en Iran, située à 82 km au sud-est de Téhéran, au croisement des chemins de fer de Khorasan et Mazandaran-Téhéran.
Garmsar se trouve en bordure du désert du Dasht-e Kavir.
De climat modéré, traversée par la rivière Hableh, elle est fameuse pour sa production de blé, orge, melon, raisin, grenade et figue. Usine de production de coton.
La ville est le lieu de naissance du président iranien Mahmoud Ahmadinejad.